# املورد
املورد (به هلندی: Emmeloord) یک منطقهٔ مسکونی در هلند است که در نورداوست‌پلدر واقع شده‌است. املورد ۲۵٬۶۴۲ نفر جمعیت دارد.